# 女ですもの
『女ですもの』（おんなですもの）は、日本テレビ系列の『トヨタ金曜劇場』枠（毎週金曜 21:00 - 21:55。トヨタグループ単独提供）で放映されていたテレビドラマ。放映期間は1972年5月12日から1972年8月18日まで。

## 概要・内容
主な舞台は、浅草にあるスナック『華』と、神田駿河台にある老舗のスポーツ・レジャー用品店『むらこし』。ヒロイン・ひさ子は義理の叔母であるはなよが主人を務める『華』で働き、息子の正と二人で暮らしている。『むらこし』を経営する村越家ははなよの実家でもあるが、はなよはその村越家とは絶縁状態。ひさ子は6年前に夫の正夫を亡くしているが、正夫は村越家の長男で、はなよの甥。はなよはひさ子を実の子のように育てたが、正夫との結婚が絶縁を決定的なものとした。そしてひさ子は正と二人でつつましやかに暮らしていたが、そこへ村越家の当主・正興が現れ、正を『むらこし』の跡取りにすると宣言する。
女手一つで育ててきた正を、亡き夫の実家に引き取られたひさ子が、母として生きるか女として生きるかの悩みと苦しみを乗り越えて、我が子と共に幸せをつかむまでの母と子の愛を中心に、義理の叔母や舅、ひさ子の恋人ら様々な人々の模様を織り交ぜ、人情と日常生活のその実態をベースにして描いたホームコメディー。

## キャスト
- ひさ子：三田佳子
- 村越正興：進藤英太郎
- 正：皆川おさむ
- はなよ：淡島千景
- 田代啓介（ひさ子の恋人）：細川俊之
- 村越和子：河内桃子
- 村越栄子：吉田日出子
- 村越みさき：小鹿ミキ
- 村越かおり（和子の娘）：西村ひろみ
- ：太田淑子
- ：石井富子
- サチ子：津田京子
- 田村秀夫：米倉斉加年
  - むらこしに出入りする業者。
- 雨森：三遊亭小圓遊
- 啓介の母：織賀邦江
- 村越興次（和子の叔父）：下元勉

## スタッフ
- 脚本：布勢博一、岡本克己
- 演出：矢野義幸 他
- 制作：日本テレビ